# Hong Kong Tennis Open 2025
Hong Kong Tennis Open 2025 (cunoscut și sub numele de Prudential Hong Kong Tennis Open din motive de sponsorizare) este un turneu profesionist de tenis care se joacă pe terenuri cu suprafață dură. Este cea de-a 12-a ediție a turneului și face parte din turneele WTA 250 din circuitul WTA 2025. Are loc în Victoria Park, Hong Kong, în perioada 27 octombrie–2 noiembrie 2024.

## Campioni

### Simplu
Pentru mai multe informații consultați Hong Kong Tennis Open 2025 – Simplu

### Dublu
Pentru mai multe informații consultați Hong Kong Tennis Open 2025 – Dublu

## Puncte și premii în bani

### Distribuția punctelor
| Probă  | Câștigător | Finalist | Semifinalist | Sfertfinalist | Runda 2 | Runda 1 | Q   | Q2  | Q1  |
| Simplu | 250        | 163      | 98           | 54            | 30      | 1       | 18  | 12  | 1   |
| Dublu  | 250        | 163      | 98           | 54            | 1       | N/A     | N/A | N/A | N/A |